# Посёлок при 13 шлюзе ББК
Посёлок при 13 шлюзе ББК — населённый пункт, учитывающийся в составе посёлка Летнереченский на территории Летнереченского сельского поселения Беломорского района Республики Карелии России.

## География
Расположен на берегу Беломорско-Балтийского канала, на левом берегу реки Нижний Выг. Примыкает к с основной части пос. Летнереченский — административному центру поселения.

## Население
Население учитывается в составе поселка Летнереченский.

## Транспорт
Примерно в трёх километрах от посёлка находится железнодорожная станция Летний на 744,4 км перегона Тунгуда — Кильбо линии Санкт-Петербург — Мурманск.